# 傑克林山
傑克林山（英語：Mount Jackling），是南極洲的山峰，位於愛德華七世地，處於弗雷澤山以南1.6公里，屬於洛克菲勒山脈的一部分，在1929年1月27日由美國探險隊發現，現時由南極條約體系管理。